# ロンドン数学会
ロンドン数学会（ロンドンすうがくかい、The London Mathematical Society、略称：LMS）は、イングランドにある有数の数学学会である。

## 歴史
1865年1月16日にオーガスタス・ド・モルガンを学会長とし、数学者たちが専門的な研究を発表し、自由な交流を通じて数学の発展を促すことを目的とした機関として設立された。
当初学会はユニヴァーシティ・カレッジ・ロンドンで開催されていたが、すぐにピカデリーのバーリントン・ハウスに移る。初期の学会の活動には会合と学会誌の発行が含まれていた。
この学会をモデルとして1888年にアメリカ数学会が設立された。数学会の設立としては、ロンドンに続き、1872年にフランス、1877年に日本（東京数学会社）、1884年にイタリア、1890年にドイツがあった。
1965年に英国王室お墨付き（Royal Charter）となる。またスタッフの増加に対応するため、1998年にバーリントン・ハウスからブルームズベリーのド・モルガン・ハウスに移る。

## 活動内容
- 書籍と定期刊行物の出版。
- 数学学会の計画及び開催。
- 数学の研究と教育を促進するための資金の拠出。
- 数多くの賞の管轄。
- 優秀な研究員への奨学金。

## 出版物
学会の定期刊行物には5つの科学雑誌がある。
- Bulletin of the London Mathematical Society[2]
- Journal of the London Mathematical Society[3]
- Proceedings of the London Mathematical Society[4]
- Transactions of the London Mathematical Society[5]
- Journal of Topology

自身の所有する財団の代わりに雑誌 Compositio Mathematica を、ユニヴァーシティ・カレッジ・ロンドンの代わりに Mathematika を発行しており、英国物理学会とともに Nonlinearity を共同発行している。
4つの叢書を発行している。Lecture Notes叢書、Student Texts叢書で、以前はMonographs叢書（アメリカ数学会と共同で）とHistory of Mathematics叢書も発行していた。また、4つの翻訳叢書を共同発行している（Russian Mathematical Surveys, Izvestiya: Mathematics, Sbornik: Mathematics（ロシア科学アカデミーとTurpionとともに）とTransactions of the Moscow Mathematical Society（アメリカ数学会とともに））
電子ジャーナルである Journal of Computation and Mathematics は2017年末に終了した。

## 賞
- ド・モルガン・メダル
- ポリヤ賞 (ロンドン数学会)
- シニア・ホワイトヘッド賞
- シニア・ベリック賞
- Naylor Prize and Lectureship
- ベリック賞
- Fröhlich Prize
- ホワイトヘッド賞

## 歴代会長
出典:
- 1865–1866 オーガスタス・ド・モルガン
- 1866–1868 ジェームス・ジョセフ・シルベスター
- 1868–1870 アーサー・ケイリー
- 1870–1872 William Spottiswoode
- 1872–1874 トマス・アーチャー・ハースト
- 1874–1876 ヘンリー・ジョン・スティーブン・スミス（英語版）
- 1876–1878 レイリー卿
- 1878–1880 Charles Watkins Merrifield
- 1880–1882 サミュエル・ロバーツ
- 1882–1884 Olaus Henrici
- 1884–1886 ジェームズ・ウィットブレッド・リー・グレイシャー
- 1886–1888 ジェームズ・コックル（英語版）
- 1888–1890 John James Walker
- 1890–1892 アルフレッド・ジョージ・グリーンヒル
- 1892–1894 Alfred Kempe
- 1894–1896 パーシー・アレクサンダー・マクマホン
- 1896–1898 Edwin Elliott
- 1898–1900 ウィリアム・トムソン
- 1900–1902 アーネスト・ウィリアム・ホブソン
- 1902–1904 ホーレス・ラム（英語版）
- 1904–1906 アンドリュー・ラッセル・フォーサイス
- 1906–1908 ウィリアム・バーンサイド
- 1908–1910 William Davidson Niven
- 1910–1912 ヘンリー・フレデリック・ベイカー
- 1912–1914 オーガストゥス・ラブ
- 1914–1916 ジョゼフ・ラーモア
- 1916–1918 Hector Macdonald
- 1918–1920 ジョン・エドワード・キャンベル
- 1920–1922 ハーバート・ウィリアム・リッチモンド（英語版）
- 1922–1924 ウィリアム・ヘンリー・ヤング
- 1924–1926 アーサー・リー・ディクソン
- 1926–1928 ゴッドフレイ・ハロルド・ハーディ
- 1928–1929 エドマンド・テイラー・ホイッテーカー
- 1929–1931 シドニー・チャップマン
- 1931–1933 アルフレッド・カーデュー・ディクソン
- 1933–1935 ジョージ・ネビル・ワトソン
- 1935–1937 George Barker Jeffery
- 1937–1939 エドワード・アーサー・ミルン
- 1939–1941 ゴッドフレイ・ハロルド・ハーディ
- 1941–1943 ジョン・エデンサー・リトルウッド
- 1943–1945 ルイス・モーデル
- 1945–1947 Edward Charles Titchmarsh
- 1947–1949 ウィリアム・ホッジ
- 1949–1951 マックス・ニューマン
- 1951–1953 George Frederick James Temple
- 1953–1955 J. H. C. Whitehead
- 1955–1957 Philip Hall
- 1957–1959 ハロルド・ダヴェンポート
- 1959–1961 Hans Heilbronn
- 1961–1963 Mary Cartwright
- 1963–1965 アーサー・ウォーカー
- 1965–1967 Graham Higman
- 1967–1969 J. A. Todd
- 1969–1970 Edward Collingwood
- 1970–1972 Claude Ambrose Rogers
- 1972–1974 David George Kendall
- 1974–1976 マイケル・アティヤ
- 1976–1978 J. W. S. Cassels
- 1978–1980 C. T. C. Wall
- 1980–1982 Barry Johnson
- 1982–1984 Paul Cohn
- 1984–1986 Ioan James
- 1986–1988 エリック・クリストファー・ゼーマン（英語版）
- 1988–1990 ジョン・H・コーツ
- 1990–1992 John Kingman
- 1992–1994 John Ringrose
- 1994–1996 ナイジェル・ヒッチン
- 1996–1998 John M. Ball
- 1998–2000 Martin J. Taylor
- 2000–2002 Trevor Stuart
- 2002–2003 Peter Goddard
- 2003–2005 Frances Kirwan
- 2005–2007 John Toland
- 2007–2009 E. Brian Davies
- 2009 (interim) John M. Ball
- 2009–2011 Angus Macintyre
- 2011–2013 Graeme Segal[7]
- 2013–2015 Terry Lyons
- 2015–2017 Simon Tavaré
- 2017–2019 Caroline Series
- 2019–2021 Jonathan Keating
- 2023–2024 Ulrike Tillman